# Decadence (schwedische Band)
Decadence ist eine schwedische Melodic-Death- und Thrash-Metal-Band aus Stockholm, die im Jahr 2003 gegründet wurde.

## Geschichte
Die Band wurde im Jahr 2003 von Sängerin Kitty „Metallic Kitty“ Saric und den Gitarristen Christian Lindholm und Niclas Rådberg gegründet. Nach ihrem ersten Auftritt stieß noch Schlagzeuger Peter Lindqvist zur Band. Kenneth Lantz wurde Session-Bassist bei der Band. Er war zudem noch Gitarrist bei der Band Demented. Sie nahmen Lieder zum Spaß unter dem Namen Metal Strike auf. Einige Gitarrenriffs wurden auf später auf Veröffentlichungen von Decadence verwendet.
Es folgten einige Auftritte, zunächst unter dem Namen Ravenous, dann unter dem Namen Decadence.
Nach einem halben Jahr verließ Peter Lindqvist die Band, um sich seinen beiden anderen Bands A-Bros und Canopy zu widmen. Im Jahr 2004 suchte die Band einen neuen Schlagzeuger und fand mit Patrik Frögéli eine passende Neubesetzung. Im Februar stellte die Band ihr erstes Demo namens Land of Despair fertig, auf dem jedoch noch Peter Lindqvist am Schlagzeug zu hören war. Kenneth Lantz nahm das Demo auf und mischte dieses auch ab. Gitarrist Christian Lindholm verließ im Laufe des Jahres die Band, um seinen Wehrdienst anzutreten, in dessen Folge auch Gitarrist Niclas Rådberg die Band verließ. Session-Bassist Kenneth Lantz wurde nun fester Gitarrist und stieg dafür bei Demented aus. Bassist Roberto Vacchi Segerlund und Gitarrist Mikael Sjölund stießen einige Monate später zur Band.
Im März 2005 nahm die Band ihr Debütalbum namens Decadence auf. Das Album wurde erneut von Kenneth Lantz produziert. Der Veröffentlichung folgten einige Auftritte. Nach der Sommertour wurden im Juni Mikael Sjölund durch Daniel Green und Roberto Vacchi Segerlund durch Joakim Antman ersetzt. Im August wurde Patrik Frögéli durch Erik Röjås ersetzt. Im November stellte die Band das zweite Album The Creature fertig. Im März 2006 trennte sich die Band von Gitarristen Daniel Green und entschied sich mit nur vier Mitgliedern fortzufahren. Die Band spielte auf fünf Auftritten mit Session-Gitarrist Ulf Sörman (Castillion). Im Oktober 2006 unterschrieb die Band bei Saris Label HTI Records. Die Band veröffentlichte das dritte Album 3rd Stage of Decay am 2. November 2006. Am 26. Juli 2007 stieß Simon Galle als zweiter Gitarrist zur Band. Die zweite Auflage von 3rd Stage of Decay wurde über das japanische Label Spiritual Beast veröffentlicht. Verwaltet wurde es über Universal Japan.
Earache Records verwendeten das Lied Corrosion von 3rd Stage of Decay auf der Kompilation Thrashing Like a Maniac. Die Band unterschrieb außerdem einen Vertrag bei Massacre Records, die die Veröffentlichung der dritten Auflage von 3rd Stage of Decay sowie weitere Veröffentlichungen verwalten durften. Im Jahr 2008 verließ Gitarrist Simon Galle die Band. Einen Monat später wurde Galle durch Session-Gitarrist Niklas Skogqvist ersetzt. Die Arbeiten am nächsten Album liefen im Jahr 2008 und es sollte noch im selben Jahr veröffentlicht werden. Die Veröffentlichung wurde jedoch verschoben, da gerade die Wiederauflage von 3rd Stage of Decay über Massacre Records veröffentlicht wurde. Außerdem wurde eine Puppe von Sängerin Saric von zwei japanischen Fans erstellt und ist seitdem in der offiziellen Merchandise-Abteilung erhältlich.
Der erste Auftritt mit dem neuen Session-Gitarristen Skogqvist war auf der Hammer Battalion North Tour 2009 von Unleashed. Das nächste Album wurde erneut von Kenneth aufgenommen und produziert. Durch die erneute Veröffentlichung in Japan von 3rd Stage of Decay über Spiritual Beast und den damit verbundenen Erfolg, entschied sich die Band, das neue Album offiziell in Japan zu veröffentlichen. Das Album Chargepoint wurde am 14. Oktober 2009 über Spiritual Beast veröffentlicht. Im Juni wurde das erste Musikvideo zu dem Lied Silent Weapon (For A Quiet War) unter der Leitung von Helena Starenby und Studiefrämjandet als Sponsor erstellt.

## Stil
Besonders charakteristisch für die Band ist die variable Geschwindigkeit, die besondere Betonung von Rhythmik und Melodik und der variable, gutturale Gesang von Sängerin Saric.

## Diskografie
- 2004: Land of Despair (Demo, Eigenveröffentlichung)
- 2005: Decadence (Album, Eigenveröffentlichung)
- 2005: The Creature (Album, Eigenveröffentlichung)
- 2006: 3rd Stage of Decay (Album, HTI Records)
- 2009: Chargepoint (Album, Spiritual Beast)